# Benjamin Park (Dominika)
Benjamin Park – to wielofunkcyjny stadion w Portsmouth na Dominice. Obecnie używany głównie dla meczów krykieta, piłki nożnej oraz zawodów lekkoatletycznych. Swoje mecze rozgrywa na nim drużyna piłkarska Harlem United FC. Stadion może pomieścić 1 000 widzów.